# Lasioglossum ferrerii
Lasioglossum ferrerii là một loài Hymenoptera trong họ Halictidae. Loài này được Baker mô tả khoa học năm 1906.